# مبرهنة إقليدس
مبرهنة إقليدس (بالإنجليزية: Euclid's theorem)‏ هي مبرهنة أساسية في نظرية الأعداد تنص أنه يوجد عدد لا نهائي من الأعداد الأولية. هناك العديد من البراهين المعروفة لهذه المبرهنة.

## برهان إقليدس
أعطى هذا البرهانَ إقليدس في كتابه العناصر، يأتي فيما يلي نصا:
لتكن لائحة الأعداد الأولية المنتهية p1, p2, ..., pn. سيُبرهن على أنه يوجد عدد أولي آخر ليس ضمن هذه المجموعة. وليكن P جداء هذه الأعداد الأولية جميعها. P = p1p2...pn. وليكن q = P + 1. قد يكون q أوليا وقد يكون غير أولي.
- إذا كان q أوليا، فإن البرهان قد انتهى بما أنه استطيع ايجاد عدد أولي غير موجود في اللائحة الأصلية.
- إذا كان q غير أولي، فإنه يوجد عدد أولي p ما يقسم q. إذا كان p في اللائحة الأصلية، فإنه يقسم P (لأن P هو جداء جميع أعداد اللائحة)، ولكن p يقسم أيضا P + 1 = q. إذا كان p يقسم كلا من العددين q وP، فإنه يقسم الفرق بينهما الذي هو P + 1) − P) أو بكل بساطة هو 1. بما أنه لا يوجد عدد أولي يقسم الواحد، فإن هذا تناقض. وبالتالي، p لا يمكن أن يكون في اللائحة الأصلية. هذا يدل على أنه يوجد عدد أولي ما غير موجود في اللائحة الأصلية. هذا يدل على أنه مهما كانت لائحة منتهية ما من الأعداد الأولية، فإنه يوجد عدد أولي لا ينتمي إلى هذه اللائحة. إذن، هناك عدد لا نهائي من الأعداد الأولية.

## برهان أويلر
يعتمد برهان آخر قدمه عالم الرياضيات السويسري ليونهارت أويلر على المبرهنة الأساسية في الحسابيات : لكل عدد صحيح طبيعي تعميل وحيد إلى جداء أعداد أولية. إذا كانت P هي مجموعة الأعداد الأولية، فإن أويلر كتب ما يلي:
{\displaystyle \prod _{p\in P}{\frac {1}{1-1/p}}=\prod _{p\in P}\sum _{k\geq 0}{\frac {1}{p^{k}}}=\sum _{n}{\frac {1}{n}}.}
المتساوية الأولى تعطيها صيغة المتسلسلة الهندسية
{\displaystyle \prod _{p\in P}\sum _{k\geq 0}{\frac {1}{p^{k}}}=\sum _{k\geq 0}{\frac {1}{2^{k}}}\times \sum _{k\geq 0}{\frac {1}{3^{k}}}\times \sum _{k\geq 0}{\frac {1}{5^{k}}}\times \sum _{k\geq 0}{\frac {1}{7^{k}}}\times \cdots =\sum _{k,l,m,n,\cdots \geq 0}{\frac {1}{2^{k}3^{l}5^{m}7^{n}\cdots }}=\sum _{n}{\frac {1}{n}}}

## برهان إيردوس
أعطى بول إيردوس برهانا تعتمد أيضا على المبرهنة الأساسية في الحسابيات. لاحِظ أن كل عدد صحيح يكتب على الشكل الوحيد التالي :
{\displaystyle rs^{2}}
حيث r خال من المربعات (أي أنه غير قابل للقسمة على مربع أي عدد صحيح). ولنفترض أن عدد الأعداد الأولية منته وليكن عددهم هو k...

## برهان فورستنبرغ
في خمسينات القرن العشرين، قدم هيليل فورشتنبرغ برهانا للا نهائية الأعداد الأولية باستعمال الطوبولوجيا العامة. انظر إلى برهان فورشتنبرغ على لا نهاية الأعداد الأولية.

## البرهان باستعمال كون π عددا غير جذري
تمثيل صيغة لايبنتس ل π على شكل جداء لأويلر يعطي ما يلي
{\displaystyle {\frac {\pi }{4}}={\frac {3}{4}}\times {\frac {5}{4}}\times {\frac {7}{8}}\times {\frac {11}{12}}\times {\frac {13}{12}}\times {\frac {17}{16}}\times {\frac {19}{20}}\times {\frac {23}{24}}\times {\frac {29}{28}}\times {\frac {31}{32}}\times \cdots \;}
كل مقام هو أقرب مضاعفات 4 للبسط. إذا كان عدد الأعداد الأولية منتهيا، لصار π عددا جذريا. وهذا يتناقض مع كون π عددا غير جذري. ولكن البرهان على أن π عدد غير جذري أصعب بكثير من البرهان على وجود عدد لا نهائي من الأعداد الأولية.